# Прометей (космическая программа)

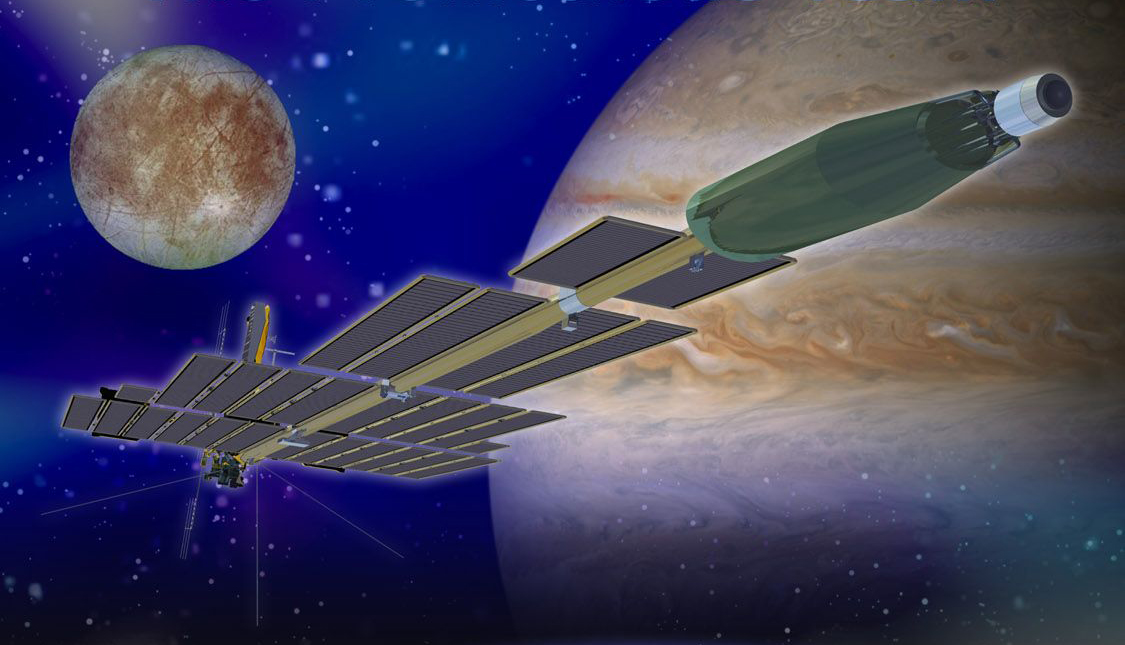
Компьютерная модель Прометея-1

«Прометей» (Prometheus) — программа НАСА, предусматривавшая разработку ядерной двигательной установки для космических аппаратов. Реализация проекта была прекращена из-за нехватки средств. В 2005 году программа была закрыта. Бюджет программы сократился с 252,6 миллионов долларов в 2005 году до только 100 миллионов долларов в 2006 году, 90 миллионов долларов из которых были отправлены на расходы по выплате неустойки за отмененные контракты.
Такая установка должна была состоять из ионного двигателя и компактного атомного реактора, поставляющего электроэнергию для двигателя. Требуемая мощность реактора не была определена, однако предполагалось, что она могла бы составить 250 киловатт. Ионный двигатель должен был развивать тягу порядка 60 грамм, однако он должен был работать постоянно и предполагалось что стал бы существенно эффективнее обычных ракетных двигателей. Это могло бы позволить в несколько раз сократить время полёта к дальним планетам Солнечной системы.
В 2005 году на эту программу из бюджета США было истрачено $431,7 млн, на 2006 год запрошено $319,6 млн. НАСА рассчитывало, что в дальнейшем эти ассигнования должны были возрастать и в 2010 финансовом году достигнуть $779 млн. В течение 2005—2010 годов НАСА планировало израсходовать на программу свыше $3 млрд.
В рамках программы предусматривался запуск в 2016 году космического аппарата, который исследовал бы спутники Юпитера. Реализация этого проекта пока остаётся под вопросом из-за недостатка средств.
Программа «Прометей» стала наследницей программы по созданию авиационного ядерного двигателя, осуществлявшаяся в США в 1950-х годах, и программы NERVA (англ. Nuclear Engine for Rocket Vehicle Application) 1950—1960-х годов по разработке ядерного двигателя с целью постройки космического корабля для полёта на Марс.